# Verena Hubertz

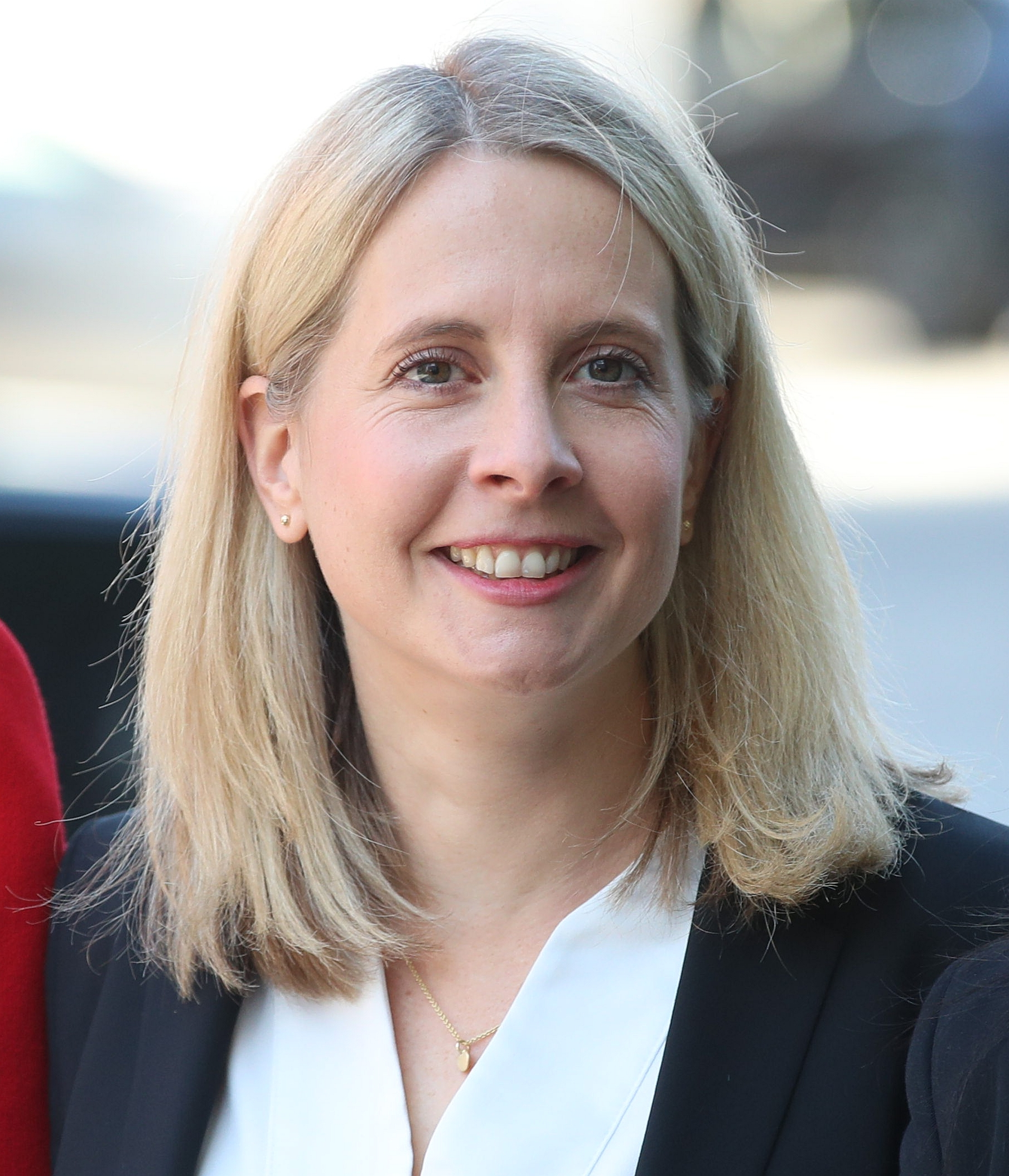
Verena Hubertz, 2025

Verena Ute Hubertz (* 26. November 1987 in Trier) ist eine deutsche Politikerin (SPD) und Unternehmerin. Sie ist seit dem 6. Mai 2025 Bundesministerin für Wohnen, Stadtentwicklung und Bauwesen im Kabinett Merz.
Bei der Bundestagswahl 2021 errang sie das Direktmandat im Wahlkreis Trier und ist seitdem Mitglied des Deutschen Bundestages. Dort war sie von Dezember 2021 bis Mai 2025 eine der stellvertretenden Vorsitzenden der SPD-Bundestagsfraktion.

## Leben
Hubertz wurde 1987 als Tochter eines Schlossers und einer Gemeindereferentin in Trier geboren. Sie wuchs in Lampaden und Konz auf und absolvierte 2007 am Gymnasium Konz ihr Abitur. Anschließend studierte sie Betriebswirtschaftslehre, zunächst an der Universität und später an der Hochschule Trier (Bachelor) sowie an der WHU – Otto Beisheim School of Management in Vallendar (Master of Science). Während ihres Studiums an der WHU machte sie ein Auslandssemester im MBA-Programm an der Vanderbilt University im US-Bundesstaat Tennessee, wo sie die Owen Graduate School of Management besuchte. Als Studentin arbeitete Hubertz am Lehrstuhl für Corporate Strategy and Governance von Thomas Hutzschenreuter. Erste Berufserfahrungen sammelte sie bei den Lebenshilfe-Werken Trier, Vodafone, PricewaterhouseCoopers und der Commerzbank.

## Unternehmerische Aktivitäten
Im August 2013 gründete Verena Hubertz mit ihrer Studienfreundin Mengting Gao in Berlin das Start-up AJNS New Media GmbH, das die App für die crossmediale Kochplattform Kitchen Stories entwickelte. Sie wurde dort Geschäftsführerin und verantwortete die Bereiche Geschäftsentwicklung, Finanzen, Personal und Recht. Die Plattform mit über 20 Millionen Nutzern und rund 60 Mitarbeitern  wurde 2017 zu 65 Prozent vom Bosch-Tochterunternehmen BSH Hausgeräte übernommen. 2019 wurden Hubertz und ihre Partnerin vom Kress Report als „Newcomerinnen des Jahres“ ausgezeichnet.
Ende 2020 gab Hubertz den Posten auf, um im Wahlkreis Trier als Direktkandidatin für den Bundestag anzutreten.

## Politik
Bei der Bundestagswahl am 26. September 2021 erhielt Hubertz 33,0 % der Erststimmen im Wahlkreis Trier und gewann das Direktmandat mit 5,3 Prozentpunkten Vorsprung vor Amtsinhaber Andreas Steier. Sie gehört der SPD-Bundestagsfraktion im 20. Deutschen Bundestag an.
Bei den Koalitionsverhandlungen 2021 vertrat Hubertz die SPD in der Arbeitsgruppe „Moderner Staat und Demokratie“, wo es u. a. um die Themen Planungsbeschleunigung, Wahlrecht und Partizipation ging. Als stellvertretende SPD-Bundestagsfraktionsvorsitzende ist Hubertz für die Themen Wirtschaft, Bau, Wohnen und Tourismus zuständig und Mitglied im geschäftsführenden SPD-Fraktionsvorstand. Sie war in der 20. Legislaturperiode im Bundestag stellvertretendes Mitglied im Ausschuss für Wohnen, Stadtentwicklung, Bauwesen und Kommunen sowie im Ausschuss für Tourismus und im Wirtschaftsausschuss.
Am 9. Dezember 2021 wurde sie zu einer von acht stellvertretenden Vorsitzenden der SPD-Fraktion gewählt.

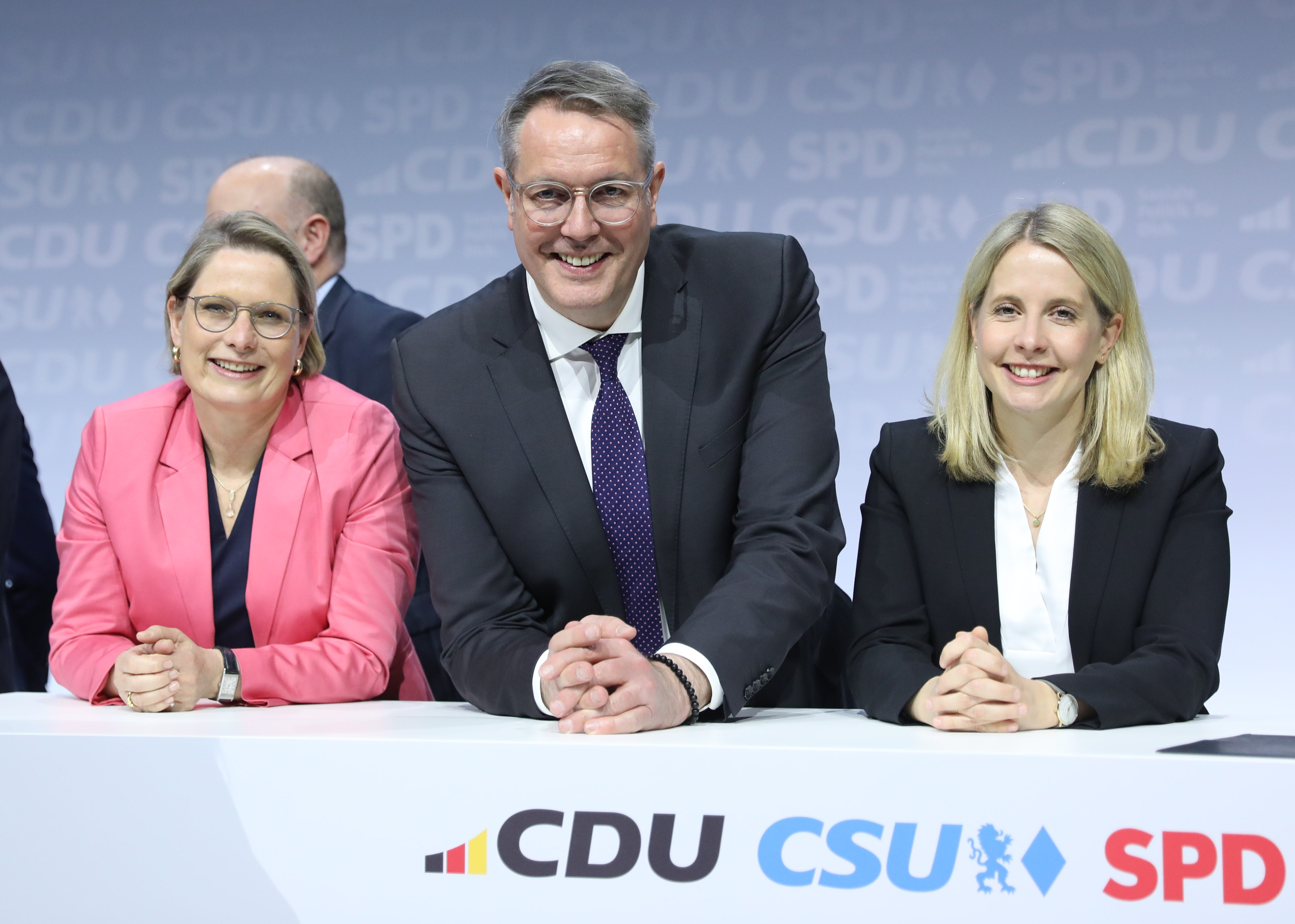
Verena Hubertz (rechts) mit Alexander Schweitzer und Stefanie Hubig bei der Unterzeichnung des Koalitionsvertrags zur 25. Bundesregierung, 2025

Hubertz engagiert sich bei D64 – Zentrum für Digitalen Fortschritt e. V. 2017 gründete Hubertz u. a. mit Henning Tillmann die Initiative „SPD++“ und gewann in kurzer Zeit Juli Zeh und mehr als 1000 weitere Menschen als Unterstützer für eine jüngere, weiblichere und digitalere SPD. Die Süddeutsche Zeitung zitierte Hubertz dazu mit den Worten: „Die SPD braucht einen neuen Ansatz, Mitglieder einzubeziehen, die Partei vielfältiger und durchlässiger zu machen.“  Hubertz ist Mitglied der Organisationspolitischen Kommission des SPD-Parteivorstandes, die entsprechend dem Parteitagsbeschluss bestehende Strukturen überprüfen, modernisieren oder möglicherweise abschaffen soll. Dort wurde auch auf Initiative von Hubertz im September 2019 beschlossen, die von „SPD++“ vorgeschlagenen online-basierten Themenforen umzusetzen, den Parteikonvent durch ein Debattencamp zu ergänzen und einen Mitgliederbeirat einzusetzen.
Bei der Bundestagswahl am 23. Februar 2025 verlor Verena Hubertz knapp gegen den CDU-Direktkandidaten im Wahlkreis Trier, Dominik Sienkiewicz. Der Abstand bei den Erststimmen betrug 0,5 Prozentpunkte. Aufgrund ihrer Absicherung auf der Landesliste behielt Hubertz jedoch weiterhin ihr Bundestagsmandat.